# Artivisme

Banksys "Bomb-hugger"

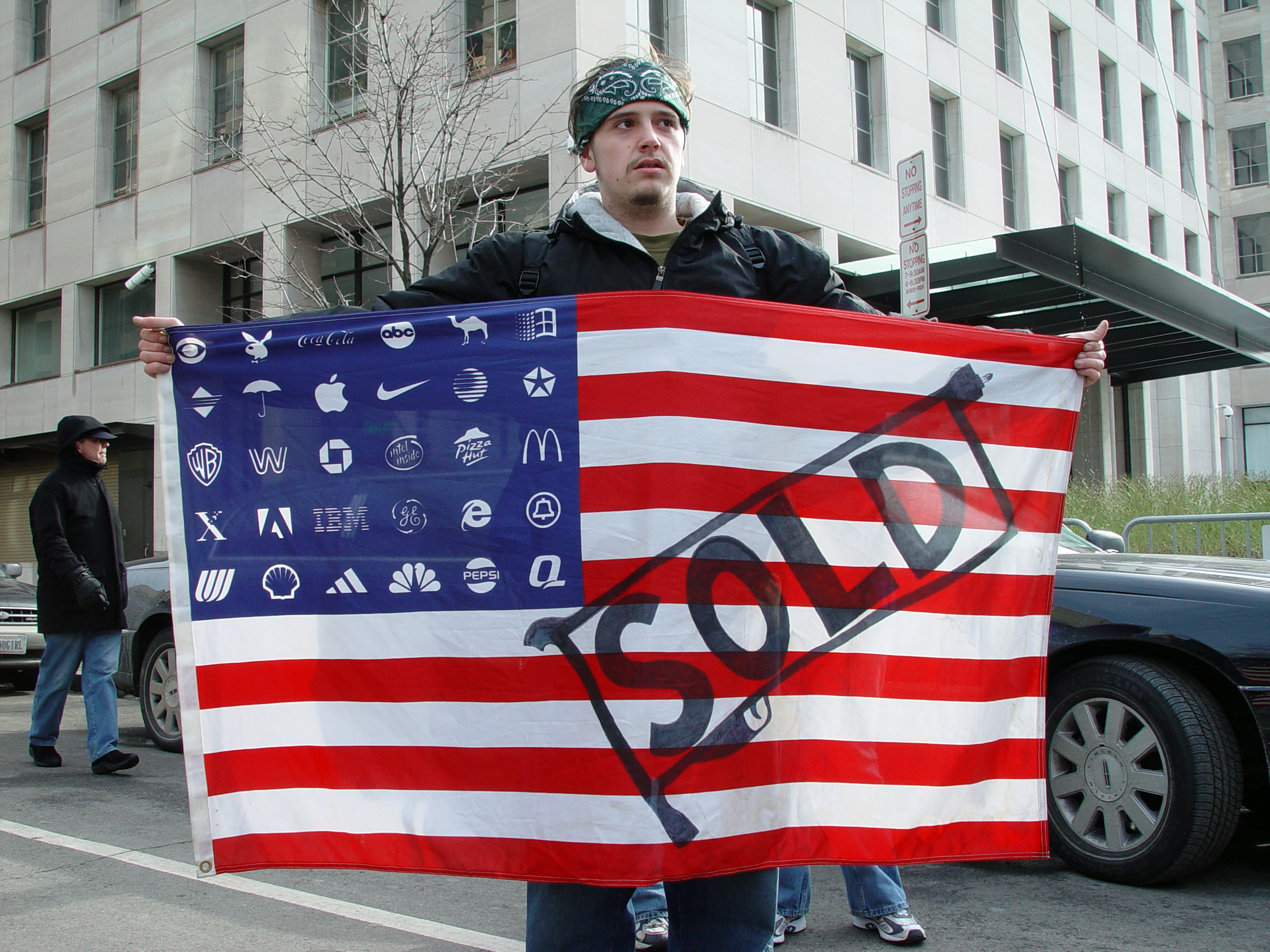
Adbusters mostrant la bandera americana amb substitució dels estats per grans marques

Artivisme és una combinació dels mots "art" i "activisme". L'artivisme s'ha desenvolupat en paral·lel amb l'antiglobalització i les protestes contràries a la guerra. En la major part dels casos els artivistes intenten pressionar l'agenda política mitjançant l'acció de l'art. No és art polític en el sentit tradicional, en què les obres d'art eren polítiques. L'artivista sovint s'involucra en Streetart o Art urbà, Adbusting o Subvertising.
En alguns casos, com per exemple a París el 2003, els artivistes són detinguts per accions d'art polític que s'acosten a la destrucció de la propietat. Un objectiu a curt termini típic dels artivistes és reclamar l'espai públic, especialment destruint anuncis en zones urbanes o en mitjans de transport públics. No obstant això, els artivistes participen en diversos mitjans com internet no només per a accions destructives -que serien descrites com a hacktivisme.
Sovint ens podem referir als actes dels artivistes com a part del concepte més ample d'interferència cultural, Culture jamming.
Artivisme social: Art urbà que vol inspirar bons sentiments a la gent escrivint cartes anònimes. Aquests misatges d'ànim i consol van enrotllats amb un cordill, doblegats com una crispeta de pergamí, decorats amb dibuixos al·legòrics sobre la solitud i l'aïllament. es deixen abandonats en un caixer automàtic, en una màquina expenedora de bitllets de metro...
El fet que siguin gent anònima, forma part del misteri i fa que es produeixi la màgia.
Aquest fet produeix un efecte en cadena, gent que rep un missatge que li serveix de confort es converteix en uu nou artivista.

## Característiques
Durant el segle xx diversos artistes es van fer ressò de la importància d'incidir en la vida a través de l'art. Una forma de fer-ho era mitjançant l'activisme, expressar a través de l'art allò que no funcionava bé. L'art com a plataforma de denúncia d'injustícies. Per a això no feia falta ser artista, l'art es posava al servei de tots, es fusionava amb la vida.

## Obres
- 7000 roures, Joseph Beuys
- Coca Cola Vase, Ai Weiwei
- Overcome Party Dictatorship Now, Joseph Beuys

## Artivistes
- Will St Leger
- John Fekner
- Norm Magnusson
- Banksy
- phelgo